# Daniel Carlberg
Daniel Carlberg (* 1974 in Kreuztal) ist ein deutscher  Dirigent.

## Leben
Daniel Carlberg studierte von 1993 bis 1997 Klavier und Violine an der Hochschule für Musik und Theater Hannover und war in dieser Zeit künstlerischer Leiter und Dirigent des Jugendsinfonieorchesters Kassel.
1997 – 2001 studierte er Dirigieren bei Leopold Hager an der Universität für Musik und darstellende Kunst Wien. Zudem belegte er Meisterkurse u. a. bei Fabio Luisi, Kurt Sanderling, Peter Gülke, Jorma Panula und Seiji Ozawa. Er assistierte im Sommer 1999 bei den Festspielen Kammeroper Schloss Rheinsberg, im Sommer 2000 war er Stipendiat der Bayreuther Festspiele. 2003 wurde ihm der Kasseler Kunstpreis verliehen.
Nach Festengagements am Meininger Staatstheater als Studienleiter und Assistent von Kirill Petrenko, am Landestheater Linz als Korrepetitor und Assistent von Dennis Russell Davies sowie als 2. Kapellmeister am Badischen Staatstheater Karlsruhe war er seit der Spielzeit 2009/10 1. Kapellmeister und stellvertretender GMD am Anhaltischen Theater Dessau und ist seit Januar 2016 in gleicher Position am Theater Kiel tätig.
Daniel Carlberg war Mitglied der Künstlerliste „Maestros von Morgen“ des Dirigentenforums des Deutschen Musikrates.
Er gab Konzerte und Opernvorstellungen u. a. mit dem Dohnányi-Orchester Budapest, dem Radio-Symphonieorchester Wien, der NDR Radiophilharmonie Hannover, dem Göttinger Symphonieorchester, dem Beethoven Orchester Bonn, dem Orchester der Komischen Oper Berlin, der Badischen Staatskapelle Karlsruhe und dem Radio-Sinfonieorchester Stuttgart.